# Trái tim người thừa kế
Trái tim người thừa kế (Torranee Ni Nee Krai Krong / ธรณีนี่นี้ใครครอง) là một bộ phim truyền hình Thái Lan dài 17 tập chiếu trên đài truyền hình CH3 Thái Lan năm 2012. Phim với sự tham gia của Nadech Kugimiya & Urassaya Sperbund. Bộ phim này là phiên bản làm lại từ bộ phim cùng tên vào năm 1998 với sự tham gia của Piyathida Woramusik và Andrew Gregson.

## Nội dung
Athit, người con trai lớn nhất trong một gia đình viên chức bình thường, sau khi tốt nghiệp cao đẳng ngành nông nghiệp, đã quyết định dừng việc học nhằm tạo cơ hội cho những đứa em của mình. Không muốn sống cuộc đời của một người làm công ăn lương, Athit mơ ước được làm chủ một mảnh đất, và đem những kiến thức đã học ứng dụng lên đó, vì thế cha của anh đã gửi anh đến với bà Daeng.
Cha của Athit vốn là con trai trưởng của bà Daeng, ông có đến 20 người em. Nhiều năm về trước, vì không muốn làm việc trong trang trại của gia đình, cha của Athit đã đánh cắp tiền của bà Daeng rồi bỏ trốn. Còn nay, vì muốn chuộc lại lỗi lầm ngày trước của cha, đồng thời để có tiền cho các em ăn học, Athit đã chấp nhận làm việc không công cho bà Daeng.
Bà Daeng rất chào đón anh, vì tất cả con cái của bà đều đã có gia đình riêng, không một ai ở lại trông coi trang trại. Trải qua nhiều thử thách, Athit cuối cùng cũng giành được niềm tin của bà Daeng, và được bà cấp cho một mảnh đất bỏ hoang, với mong muốn anh có thể sinh lợi từ nó.
Tại trang trại, Athit đã gặp một cô gái trẻ tên Darunee. Cô chính là con gái nuôi của người em gái út của bà Daeng, vậy nên theo lý thuyết, Athit phải gọi Darunee là "cô". Darunee không ưa Athit, cô luôn ghen tức với anh, cho rằng anh cướp đi tình yêu thương của bà Daeng dành cho cô. Athit cũng không thích thú gì cô, cả hai cứ như "nước với lửa", hễ gặp mặt là cãi nhau. Điều này khiến bà Daeng phiền lòng không ít.
Athit đã cố gắng làm việc rất chăm chỉ trên mảnh đất bà Daeng đã cấp cho anh, nhưng anh đã vô tình phạm một sai lầm rất nghiêm trọng. Athit đã cho trồng một loại chuối không ăn được, và không nhận ra điều đó. Darunee biết điều đó, nhưng cô đã cố tình không nói cho anh biết, vì cô muốn anh phải chịu bẽ mặt.
Kế hoạch của Darunee thành công. Athit cảm thấy rất xấu hổ nhục nhã, nên đã tìm đến rượu giải sầu. Và rồi sáng hôm sau, anh phát hiện mình tỉnh dậy bên cạnh một người con gái tên là Thongprasri. Cô luôn miệng khóc lóc nói rằng anh đã cưỡng bức cô.
Mọi chuyện càng trở nên phức tạp khi gia đình Thongprasri dọa sẽ kiện anh. Vì không muốn làm mất mặt bà Daeng, Athit chấp nhận kết hôn với Thongprasri, nhưng anh thậm chí không thèm đến dự đám cưới của chính mình. Rồi cả những ngày sau đó, Athit liên tục tránh mặt cô vợ hờ của mình. Suốt ngày Athit chỉ biết làm việc ở nông trại, đêm xuống ngủ lại trong nhà ở dành cho người làm. Không lâu sau, Thongprasri bị phát hiện có gian tình với người khác và mang thai. Vậy là Athit thoát khỏi được cuộc hôn nhân giả tạo.
Trong khi đó, cảm thấy hối hận vì chuyện mình đã gây ra cho Athit, Darunee đã dần dần thông cảm với Athit nhiều hơn, mối quan hệ giữa cô và Athit cũng đã được cải thiện hơn. Và chuyện tình cảm giữa hai người cũng bắt đầu phát triển.

## Diễn viên
- Nadech Kugimiya as Athit / Tith
- Urassaya Sperbund as Darunee / Nee
- Duangta Tungkamanee as Grandma Daeng
- Vivid bavornkiratikajorn as Vethang
- Savitree Suttichanond as Tunlayanee (Toon)
- Sumontip Leuangthai as Wiyada
- Daraneenuch Pothipiti as Aunt Kaew
- Kluay Chernyim as Uncle KrengWayne Falconer as Pravate
- Chalermpol Tikampornwong as Aueng
- Kanokpong Anurakjanyong as Pan
- Akarin Areerak as Tod
- Benjapol ChoeyArun as Paitoon
- Rungthong Ruamthong as Wilailak
- Thansita Suwacharathanakit as Thongprasri
- Sirinuch Petch-Urai as Kamma
- Santi Santiwechakul as Singthong
- Jaturong Korimas as Thongbai
- Pajaree Na Nakorn as Tu
- Thiparin Yodthanasawas as Thongprasarn
- Nawaporn Boonmee as Thongprasom

## Nhạc phim
| Ca khúc                                                                       | Ca sĩ                       |
| ----------------------------------------------------------------------------- | --------------------------- |
| Hai Rak Man Toh Nai Jai (Let love grow up in my heart)                        | Nadech Kugimiya             |
| Khon Bon Fah Tongkarn Hai Rak (Someone on heaven wants us to love each other) | Pongsak Rattanapong & Lydia |
| Ah Karn Rak (Symptoms of Love)                                                | Urassaya Sperbund           |
| Aab Chob (Secretly Admiring)                                                  | La-Ong-Fong                 |
| Ja Lerk Jao Choo (I will stop being flirty)                                   | Vivid bavornkiratikajorn    |

## Rating
- - Episode 1: 8.3 - Tập đầu
  - Episode 2: 6.6
  - Episode 3: 6.6
  - Episode 4: 7.1
  - Episode 5: 6.8
  - Episode 6: 7.2
  - Episode 7: 8.0
  - Episode 8: 7.1
  - Episode 9: 7.4
  - Episode 10: 7.0
  - Episode 11: 7.6
  - Episode 12: 7.1
  - Episode 13: 7.4
  - Episode 14: 6.8
  - Episode 15: 7.5
  - Episode 16: 8.5
  - Episode 17: 10.6  - Tập cuối

Trung bình: 7.51
Nguồn: AGB Nielsen (Rating Nationwide)

## Giải thưởng và đề cử
| Năm  | Giải                       | Hạng mục                        | Đề cử                      | Kết quả   |
| ---- | -------------------------- | ------------------------------- | -------------------------- | --------- |
| 2012 | TV3 Fanclub Awards 2012    | Most Popular Actor              | Nadech Kugimiya            | Đoạt giải |
| 2012 | TV3 Fanclub Awards 2012    | Most Popular Actress            | Urassaya Sperbund          | Đoạt giải |
| 2012 | TV3 Fanclub Awards 2012    | Popular Lakorn                  | Torranee Ni Nee Krai Krong | Đoạt giải |
| 2012 | Top Awards                 | Best Leading Actor              | Nadech Kugimiya            | Đoạt giải |
| 2013 | Daradaily The Great Awards | Best Leading Actor              | Nadech Kugimiya            | Đoạt giải |
| 2013 | 10th Kom Chud Luek Awards  | Most Popular Actress            | Urassaya Sperbund          | Đoạt giải |
| 2013 | Mekhala Awards             | Best Society Lakorn             | Torranee Ni Nee Krai Krong | Đoạt giải |
| 2013 | Mekhala Awards             | Best Actress                    | Urassaya Sperbund          | Đoạt giải |
| 2013 | Mekhala Awards             | Popular Male Star of the Year   | Nadech Kugimiya            | Đoạt giải |
| 2013 | Mekhala Awards             | Popular Female Star of the Year | Urassaya Sperbund          | Đoạt giải |
| 2013 | 4th Annual Nattaraj Awards | Best Leading Actor              | Nadech Kugimiya            | Đoạt giải |